# اعتراضات ۲۰۱۹–۲۰۱۷ رومانی
اعتراضات ضددولتی در رومانی بر ضد دولت سورین گریندانو از ژانویه ۲۰۱۷ چند روز پس از سوگند خوردن کابینهٔ او در رومانی آغاز شد. تظاهرات وقتی شروع شد که طرح‌هایی از سوی وزارت دادگستری رومانی در خصوص عفو برخی جرایم صورت گرفته و افزودن متمم به قوانین جزایی رومانی مطرح شد. (خصوصاً دربارهٔ سوءاستفاده از قدرت)
علی‌رغم مخالفت‌های موسسات قضایی و عموم مردم، دولت تازه سوگند خورده رومانی در شب ۳۱ ژانویه به‌طور مخفیانه دست به تصویب فرمانی زد که کُد مجرمانه و کد رویه مجرمانه را دچار تغییر کرد.

## واکنش‌ها
کلاوس یوهانیس رئیس‌جمهور رومانی پس از دریافت نظرات مؤسسات قضایی دربارهٔ دستور اجرایی که آن را جرم‌زدایی عوامل دولتی می‌دانستند در ۲۰ ژانویه اعلام کرد که ریاست جمهوری از دولت درخواست کرده‌است از دستور خود صرف نظر کند.